# Sunita Narain
Sunita Narain (1961) è un'ambientalista e attivista indiana, direttrice generale del Centro per la scienza e l'ambiente stanziato in India.
Nel 2016 viene inserita nella lista delle 100 persone più influenti della Terra dal Times.

## Biografia
Inizia la sua attività al Centro per la scienza e l'ambiente nel 1982, mentre completa i suoi studi all'Università di Delhi. Nel corso degli anni al Centro, si è dedicata allo studio delle relazioni tra sviluppo e ambiente (sostenendo che non è la povertà ad aggravare il riscaldamento globale, ma lo sviluppo di un paese), lavorando anche per sensibilizzare la popolazione sull'importanza dello sviluppo sostenibile.
Intorno al 1985, si dedica alla gestione delle foreste e al loro mantenimento, viaggiando per il paese con lo scopo di comprendere la gestione da parte delle persone delle risorse naturali.
Nel 1989, Narain e Anil Agarwal scrivono "Towards Green Villages", sul tema della democrazia locale e sullo sviluppo sostenibile
Nel 2016 appare nel documentario "Punto di non ritorno".